# Arnella
Arnella är en sjö i Vilhelmina kommun i Lappland och ingår i Ångermanälvens huvudavrinningsområde. Sjön har en area på 0,0884 kvadratkilometer och ligger 434,2 meter över havet. Sjön avvattnas av vattendraget Kalvsjöbäcken.

## Delavrinningsområde
Arnella ingår i det delavrinningsområde (722119-151754) som SMHI kallar för Mynnar i Vojmsjön. Medelhöjden är 514 meter över havet och ytan är 5,94 kvadratkilometer. Räknas de 4 avrinningsområdena uppströms in blir den ackumulerade arean 24,49 kvadratkilometer. Kalvsjöbäcken som avvattnar avrinningsområdet har biflödesordning 3, vilket innebär att vattnet flödar genom totalt 3 vattendrag innan det når havet efter 371 kilometer. Avrinningsområdet består mestadels av skog (84 procent) och sankmarker (12 procent). Avrinningsområdet har 0,09 kvadratkilometer vattenytor vilket ger det en sjöprocent på 1,5 procent.